# Миладиновці (Тирговиштська область)
Милади́новці (болг. Миладиновци) — село в Тирговиштській області Болгарії. Входить до складу общини Тирговиште.

## Населення
За даними перепису населення 2011 року у селі проживали 210 осіб.
Національний склад населення села:
| Національність   | Кількість осіб | Відсоток |
| ---------------- | -------------- | -------- |
| болгари          | 122            | 58,7%    |
| турки            | 5              | 2,4%     |
| цигани           | 0              | 0%       |
| інша             | 0              | 0%       |
| не визначились   | 81             | 38,9%    |
| Всього відповіли | 208            |          |

Розподіл населення за віком у 2011 році:
Динаміка населення: